# Edmund C. Lynch

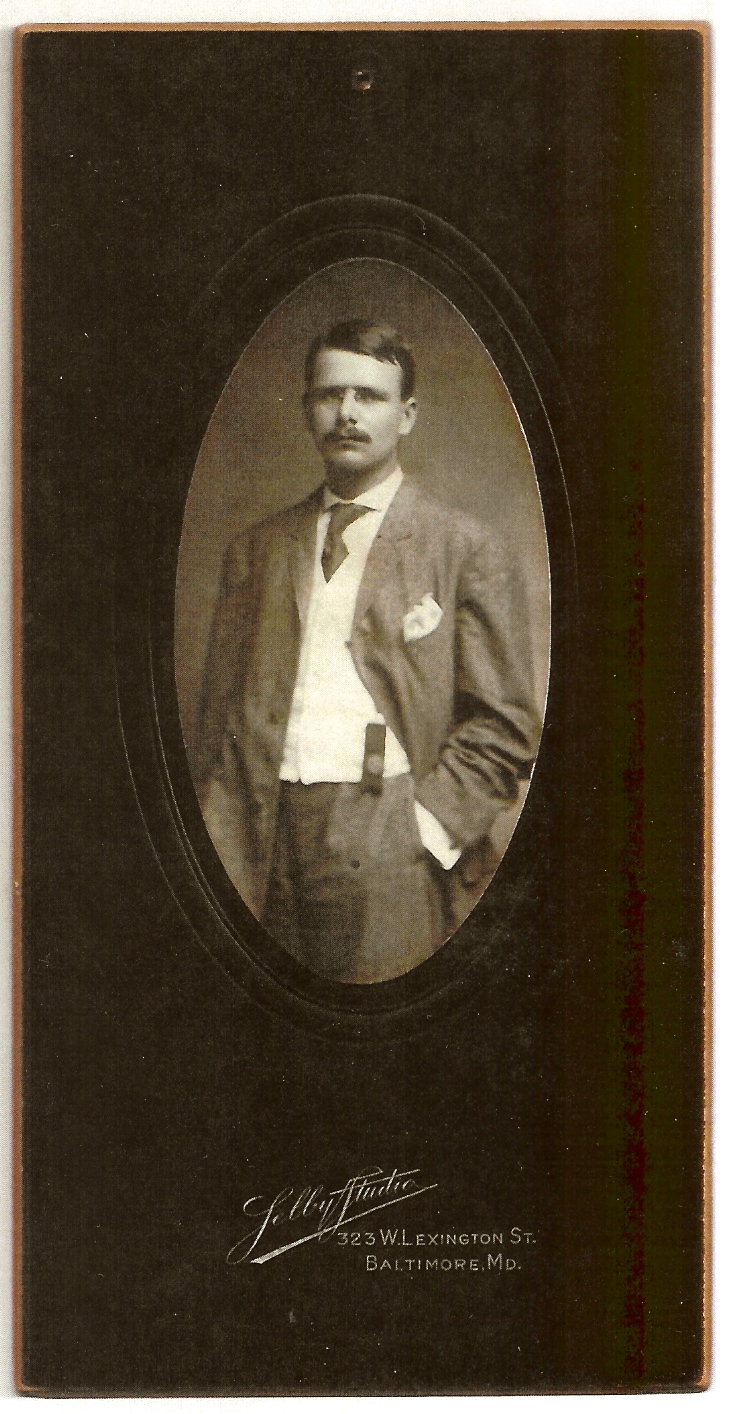
Edmund C. Lynch, 1908

Edmund Calvert Lynch (* 19. Mai 1885 in Baltimore, Maryland; † 12. Mai 1938 in London) und sein Freund Charles E. Merrill gründeten am 15. Oktober 1915 das Finanzdienstleistungsunternehmen Merrill Lynch.

## Leben
Edmund Lynch wurde als Sohn von Richard Lynch und Jennie Vernon Smith Lynch geboren. Edmund Calvert Lynch besuchte die Boys’ Latin School of Maryland in Baltimore und erwarb 1907 an der Johns Hopkins University den Abschluss B.A.
Lynch traf Merrill 1907, als dieser in New York City eine Wohnung suchte. Lynch trat 1914 in Merrills Unternehmen ein, vier Monate nachdem Merrill dieses gegründet hatte. 1915 änderte sich der Unternehmensname von Charles E. Merrill Company in Merrill, Lynch and Company. 1924 heiratete er Signa Fornaris, mit der er die drei Kinder Vernon, Edmund Calvert Jr. (der später in das väterliche Unternehmen eintrat) und Signa Janney hatte.
Während einer Geschäftsreise starb er am 12. Mai 1938 in London.
Er vermachte der Johns Hopkins University School of Medicine im Namen seines Bruders 50.000 US-Dollar.